# Massepha ohbai
Massepha ohbai is een vlinder van de familie van de grasmotten (Crambidae), uit de onderfamilie van de Spilomelinae. De wetenschappelijke naam van deze soort is voor het eerst voorgesteld door Yutaka Yoshiyasu in een publicatie uit 1990.
De soort komt voor in Japan.